# Włochy na Letnich Igrzyskach Olimpijskich 1956
Włochy na Letnich Igrzyskach Olimpijskich 1956 reprezentowało 129 sportowców: 114 mężczyzn i 15 kobiet. Był to dwunasty start reprezentacji Włoch na letnich igrzyskach olimpijskich.

## Zdobyte medale
| Medal  | Zawodnik                                                                                                   | Dyscyplina           | Konkurencja                          | Rezultat                                                                  |
| ------ | --- | -------------------- | ------------------------------------ | ------------------------------------------------------------------------- |
| Złoto  | Ercole Baldini                                                                                             | Kolarstwo szosowe    | wyścig ze startu wspólnego           | 5:21:17                                                                   |
| Złoto  | Leandro Faggin Valentino Gasparella Antonio Domenicali Franco Gandini                                      | Kolarstwo torowe     | wyścig drużynowy na dochodzenie      | 4:37,4                                                                    |
| Złoto  | Leandro Faggin                                                                                             | Kolarstwo torowe     | wyścig na 1 km                       | 1:09,8                                                                    |
| Złoto  | Galliano Rossini                                                                                           | Strzelectwo          | trap                                 | 195 pkt                                                                   |
| Złoto  | Carlo Pavesi                                                                                               | Szermierka           | szpada indywidualnie mężczyzn        |                                                                           |
| Złoto  | Edoardo Mangiarotti Giuseppe Delfino Carlo Pavesi Franco Bertinetti Giorgio Anglesio Alberto Pellegrino    | Szermierka           | szpada drużynowo mężczyzn            |                                                                           |
| Złoto  | Alberto Winkler Romano Sgheiz Angelo Vanzin Franco Trincavelli Ivo Stefanoni                               | Wioślarstwo          | czwórka ze sternikiem mężczyzn       |                                                                           |
| Złoto  | Edoardo Mangiarotti Manlio Di Rosa Giancarlo Bergamini Antonio Spallino Luigi Carpaneda Vittorio Lucarelli | Szermierka           | floret drużynowo mężczyzn            |                                                                           |
| Srebro | Franco Nenci                                                                                               | Boks                 | waga lekkopółśrednia                 | W finałowej walce przegrał z reprezentantem ZSRR Wladimirem Jengibarianem |
| Srebro | Raimondo D’Inzeo                                                                                           | Jeździectwo          | skoki przez przeszkody indywidualnie | 8 pkt                                                                     |
| Srebro | Raimondo D’Inzeo Piero D’Inzeo Salvatore Oppes                                                             | Jeździectwo          | skoki przez przeszkody drużynowo     | 66,00 pkt                                                                 |
| Srebro | Guglielmo Pesenti                                                                                          | Kolarstwo torowe     | sprint mężczyzn                      |                                                                           |
| Srebro | Giancarlo Bergamini                                                                                        | Szermierka           | floret indywidualnie mężczyzn        |                                                                           |
| Srebro | Giuseppe Delfino                                                                                           | Szermierka           | szpada indywidualnie mężczyzn        |                                                                           |
| Srebro | Ignazio Fabra                                                                                              | Zapasy               | styl klasyczny waga musza mężczyzn   |                                                                           |
| Srebro | Agostino Straulino Nicolò Rode                                                                             | Żeglarstwo           | klasa Star                           | 5649 pkt                                                                  |
| Brąz   | Giacomo Bozzano                                                                                            | Boks                 | waga ciężka                          | W półfinale uległ reprezentantowi ZSRR Lwowi Muchinowi                    |
| Brąz   | Piero D’Inzeo                                                                                              | Jeździectwo          | skoki przez przeszkody indywidualnie | 11,00 pkt                                                                 |
| Brąz   | Giuseppe Ogna Cesare Pinarello                                                                             | Kolarstwo torowe     | tandemy                              | W wyścigu o brązowy medal pokonały duet brytyjski Thompson / Brotherton   |
| Brąz   | Ermanno Pignatti                                                                                           | Podnoszenie ciężarów | waga średnia                         | 382,5 kg                                                                  |
| Brąz   | Alberto Pigaiani                                                                                           | Podnoszenie ciężarów | waga ciężka                          | 452,5 kg                                                                  |
| Brąz   | Alessandro Ciceri                                                                                          | Strzelectwo          | trap                                 | 188 pkt                                                                   |
| Brąz   | Antonio Spallino                                                                                           | Szermierka           | floret indywidualnie mężczyzn        |                                                                           |
| Brąz   | Edoardo Mangiarotti                                                                                        | Szermierka           | szpada indywidualnie mężczyzn        |                                                                           |
| Brąz   | Adelmo Bulgarelli                                                                                          | Zapasy               | styl klasyczny waga ciężka mężczyzn  |                                                                           |

## Skład kadry

### Boks
Mężczyźni
| Zawodnik          | Konkurencja | 1/16             | 1/8              | Ćwierćfinał      | Półfinał         | Finał            | Finał   |
| Zawodnik          | Konkurencja | Przeciwnik Wynik | Przeciwnik Wynik | Przeciwnik Wynik | Przeciwnik Wynik | Przeciwnik Wynik | Miejsce |
| ----------------- | ----------- | ---------------- | ---------------- | ---------------- | ---------------- | ---------------- | ------- |
| Salvatore Burruni | -51 kg      | BYE              | Stolnikow P      | NQ               | NQ               | NQ               | 9.      |
| Mario Sitri       | -54 kg      | BYE              | Rashid W         | Gilroy P         | NQ               | NQ               | 5.      |
| Agostino Cossia   | -57 kg      | BYE              | Safronow P       | NQ               | NQ               | NQ               | 9.      |
| Franco Nenci      | -63,5 kg    | Gul W            | Roth W           | Marcilla W       | Dumitrescu W     | Jengibarian P    | srebro  |
| Franco Scisciani  | -71 kg      | N/A              | Legrand W        | Torres           | NQ               | NQ               | 5.      |
| Giulio Rinaldi    | -75 kg      | N/A              | Andersen W       | Szatkow P        | NQ               | NQ               | 5.      |
| Ottavio Panunzi   | -81 kg      | N/A              | Collins W        | Negrea           | NQ               | NQ               | 5.      |
| Giacomo Bozzano   | >81 kg      | N/A              | Koski W          | Nitzschke P      | Muchin P         | NQ               | brąz    |

### Gimnastyka
Kobiety
| Zawodniczka       | Wyniki                 | Wyniki                 | Wyniki          | Wyniki          | Wyniki                 | Wyniki                 | Wyniki                  | Wyniki                  | Wyniki | Wyniki  | Wyniki             | Wyniki             | Wyniki             | Wyniki             |
| Zawodniczka       | Wielobój indywidualnie | Wielobój indywidualnie | Ćwiczenia wolne | Ćwiczenia wolne | Ćwiczenia na poręczach | Ćwiczenia na poręczach | Ćwiczenia na równoważni | Ćwiczenia na równoważni | Skok   | Skok    | Wielobój drużynowy | Wielobój drużynowy | przybory drużynowo | przybory drużynowo |
| Zawodniczka       | Wynik                  | Pozycja                | Wynik           | Pozycja         | Wynik                  | Pozycja                | Wynik                   | Pozycja                 | Wynik  | Pozycja | Wynik              | Pozycja            | Wynik              | Pozycja            |
| ----------------- | ---------------------- | ---------------------- | --------------- | --------------- | ---------------------- | ---------------------- | ----------------------- | ----------------------- | ------ | ------- | ------------------ | ------------------ | ------------------ | ------------------ |
| Miranda Cicognani | 71,600                 | 28.                    | 18,166          | 22.             | 17,866                 | 33.                    | 17,133                  | 47.                     | 18,433 | 10.     | 428,654            | 7.                 | 72,800             | 8.                 |
| Luciana Reali     | 70,933                 | 37.                    | 17,466          | '56.            | 17,866                 | 33.                    | 17,400                  | 41.                     | 18,200 | 20.     | 428,654            | 7.                 | 72,800             | 8.                 |
| Rosella Cicognani | 70,766                 | 42.                    | 17,866          | 39.             | 17,433                 | 43.                    | 17,433                  | 39.                     | 18,033 | 32.     | 428,654            | 7.                 | 72,800             | 8.                 |
| Elisa Calsi       | 70,733                 | 43.                    | 17,566          | 52.             | 17,700                 | 38.                    | 17,933                  | 24.                     | 17,533 | 53.     | 428,654            | 7.                 | 72,800             | 8.                 |
| Elena Lagorara    | 70,700                 | 44.                    | 17,666          | 51.             | 17,433                 | 43.                    | 17,300                  | 44.                     | 18,300 | 12.     | 428,654            | 7.                 | 72,800             | 8.                 |
| Luciana Lagorara  | 69,700                 | 50.                    | 17,533          | 53.             | 17,100                 | 50.                    | 17,133                  | 47.                     | 17,933 | 39.     | 428,654            | 7.                 | 72,800             | 8.                 |

### Jeździectwo
| Zawodnik                                              | Koń             | Konkurencja        | Ujeżdżenie | Cross country | Skoki  | Razem   | Pozycja |
| ----------------------------------------------------- | --------------- | ------------------ | ---------- | ------------- | ------ | ------- | ------- |
| Giancarlo Gutierrez                                   | Wiston          | WKKW indywidualnie | -138,80    | 12,37         | -10,00 | -136,43 | 7.      |
| Adriano Capuzzo                                       | Tuft of Heather | WKKW indywidualnie | - 145,60   | 26,19         | -20,00 | -139,41 | 9.      |
| Giuseppe Molinari                                     | Uccello         | WKKW indywidualnie | -124,40    | -270,90       | -20,00 | -415,30 | 32.     |
| Giancarlo Gutierrez Adriano Capuzzo Giuseppe Molinari | jak wyżej       | WKKW drużynowo     | -408,80    | -252,34       | -50,00 | -691,14 | 5.      |

| Zawodnik                                       | Koń       | Konkurencja         | Runda 1 | Runda 1 | Runda 2 | Runda 2 | Łącznie | Pozycja |
| Zawodnik                                       | Koń       | Konkurencja         | Kary    | Miejsce | Kary    | Miejsce | Łącznie | Pozycja |
| ---------------------------------------------- | --------- | ------------------- | ------- | ------- | ------- | ------- | ------- | ------- |
| Raimondo D’Inzeo                               | Merano    | skoki indywidualnie | 8       | 3.      | 0       | 1.      | 8       | srebro  |
| Piero D’Inzeo                                  | Uruguay   | skoki indywidualnie | 8,00    | 3.      | 3,00    | 4.      | 11,00   | brąz    |
| Salvatore Oppes                                | Pagoro    | skoki indywidualnie | 23,00   | 26.     | 24,00   | 26.     | 47,00   | 24.     |
| Raimondo D’Inzeo Piero D’Inzeo Salvatore Oppes | jak wyżej | skoki drużynowo     | 39,00   | 3.      | 27,00   | 2.      | 66,00   | srebro  |

### Kolarstwo

#### Kolarstwo szosowe
| Zawodnik                                                    | Konkurencja                              | Czas    | Pozycja |
| ----------------------------------------------------------- | ---------------------------------------- | ------- | ------- |
| Ercole Baldini                                              | wyścig ze startu wspólnego (m)           | 5:21:17 | złoto   |
| Arnaldo Pambianco                                           | wyścig ze startu wspólnego (m)           | 5:23:40 | 7.      |
| Dino Bruni                                                  | wyścig ze startu wspólnego (m)           | 5:27:28 | 28.     |
| Aurelio Cestari                                             | wyścig ze startu wspólnego (m)           | 5:34:20 | 34.     |
| Ercole Baldini Arnaldo Pambianco Dino Bruni Aurelio Cestari | wyścig drużynowy ze startu wspólnego (m) | 36 pkt  | 4.      |

#### Kolarstwo torowe
| Zawodnik                       | Konkurencja | Runda 1                  | Repasaż         | 1/8 finału      | Ćwierćfinały        | Półfinały            | Finał/3.miejsce          | Pozycja |
| Zawodnik                       | Konkurencja | Przeciwnik Czas          | Przeciwnik Czas | Przeciwnik Czas | Przeciwnik Czas     | Przeciwnik Czas      | Przeciwnik Czas          | Pozycja |
| ------------------------------ | ----------- | ------------------------ | --------------- | --------------- | ------------------- | -------------------- | ------------------------ | ------- |
| Guglielmo Pesenti              | sprint      | Masanés Markus 11,60     | N/A             | N/A             | Fouček              | Ploog                | Rousseau                 | srebro  |
| Cesare Pinarello Giuseppe Ogna | tandemy     | Thompson Brotherton 10,8 | N/A             | N/A             | Ferguson Rossi 10,8 | Marchant Browne 10,8 | Thompson Brotherton 10,8 | brąz    |

| Zawodnik       | Konkurencja    | Czas    | Pozycja |
| -------------- | -------------- | ------- | ------- |
| Leandro Faggin | wyścig na 1 km | 1:09,80 | złoto   |

| Zawodnik                                                                               | Konkurencja | Eliminacje        | Eliminacje | Ćwierćfinał    | Ćwierćfinał | Półfinał        | Półfinał | Finał      | Finał  | Pozycja |
| Zawodnik                                                                               | Konkurencja | Przeciwnik        | Czas       | Przeciwnik     | Czas        | Przeciwnik      | Czas     | Przeciwnik | Czas   | Pozycja |
| -------------------------------------------------------------------------------------- | ----------- | ----------------- | ---------- | -------------- | ----------- | --------------- | -------- | ---------- | ------ | ------- |
| Antonio Domenicali Franco Gandini Leandro Faggin Valentino Gasparella Virginio Pizzali | drużynowo   | Południowa Afryka | 4:44,08    | Czechosłowacja | b.d         | Wielka Brytania | 4:40,6   | Francja    | 4:37,4 | złoto   |

### Lekkoatletyka
Mężczyźni
Konkurencje biegowe
| Zawodnik                                                          | Konkurencja        | Eliminacje | Eliminacje | Ćwierćfinał | Ćwierćfinał | Półfinał | Półfinał | Finał     | Finał   |
| Zawodnik                                                          | Konkurencja        | Wynik      | Miejsce    | Wynik       | Miejsce     | Wynik    | Miejsce  | Wynik     | Miejsce |
| ----------------------------------------------------------------- | ------------------ | ---------- | ---------- | ----------- | ----------- | -------- | -------- | --------- | ------- |
| Mario Colarossi                                                   | 100 m              | 11,14      | 4.         | NQ          | NQ          | NQ       | NQ       | NQ        | NQ      |
| Luigi Gnocchi                                                     | 100 m              | 11,01      | 2.         | 10,96       | 4.          | NQ       | NQ       | NQ        | NQ      |
| Franco Galbiati                                                   | 100 m              | 11,13      | 3.         | NQ          | NQ          | NQ       | NQ       | NQ        | NQ      |
| Vincenzo Lombardo                                                 | 200 m              | 21,94      | 2.         | 21,53       | 4.          | NQ       | NQ       | NQ        | NQ      |
| Sergio D’Asnasch                                                  | 200 m              | 22,35      | 2.         | 22,82       | 6.          | NQ       | NQ       | NQ        | NQ      |
| Giovanni Ghiselli                                                 | 200 m              | 22,68      | 5.         | NQ          | NQ          | NQ       | NQ       | NQ        | NQ      |
| Gianfranco Baraldi                                                | 800 m              | 1:51,9     | 4.         | N/A         | N/A         | NQ       | NQ       | NQ        | NQ      |
| Gianfranco Baraldi                                                | 1500 m             | 3:52,0     | 6.         | N/A         | N/A         | N/A      | N/A      | NQ        | NQ      |
| Giuseppe Lavelli                                                  | maraton            | N/A        | N/A        | N/A         | N/A         | N/A      | N/A      | DNF       | DNF     |
| Giovanni Ghiselli Franco Galbiati Luigi Gnocchi Vincenzo Lombardo | sztafeta 4 × 100 m | 40,9       | 2.         | N/A         | N/A         | 41,1     | 3.       | 40,3      | 4.      |
| Giuseppe Dordoni                                                  | chód na 20 km      | N/A        | N/A        | N/A         | N/A         | N/A      | N/A      | 1:35:00,4 | 9.      |
| Abdon Pamich                                                      | chód na 20 km      | N/A        | N/A        | N/A         | N/A         | N/A      | N/A      | 1:36:03,6 | 11.     |
| Abdon Pamich                                                      | chód na 50 km      | N/A        | N/A        | N/A         | N/A         | N/A      | N/A      | 4:39:00,0 | 4.      |

Konkurencje techniczne
| Zawodnik           | Konkurencja    | Kwalifikacje | Kwalifikacje | Finał | Finał   |
| Zawodnik           | Konkurencja    | Wynik        | Miejsce      | Wynik | Miejsce |
| ------------------ | -------------- | ------------ | ------------ | ----- | ------- |
| Gianmario Roveraro | skok wzwyż     | 1,88         | 23.          | NQ    | NQ      |
| Silvano Meconi     | pchnięcie kulą | 16,19        | 6.           | 16,28 | 10.     |
| Adolfo Consolini   | rzut dyskiem   | 49,93        | 3.           | 52,21 | 6.      |
| Giovanni Lievore   | rzut oszczepem | 69,64        | 11.          | 72,88 | 6.      |
| Giulio Chiesa      | skok o tyczce  | 4,15         | 2.           | 4,15  | 9.      |

Kobiety
Konkurencje biegowe
| Zawodnik                                                   | Konkurencja        | Eliminacje | Eliminacje | Półfinał | Półfinał | Finał | Finał   |
| Zawodnik                                                   | Konkurencja        | Wynik      | Miejsce    | Wynik    | Miejsce  | Wynik | Miejsce |
| ---------------------------------------------------------- | ------------------ | ---------- | ---------- | -------- | -------- | ----- | ------- |
| Giuseppina Leone                                           | 100 m              | 11,8       | 1.         | 12,1     | 3.       | 11,9  | 5.      |
| Franca Peggion                                             | 100 m              | 12,4       | 6.         | NQ       | NQ       | NQ    | NQ      |
| Maria Musso                                                | 100 m              | 12,2       | 5.         | NQ       | NQ       | NQ    | NQ      |
| Giuseppina Leone                                           | 200 m              | 25,6       | 3.         | NQ       | NQ       | NQ    | NQ      |
| Letizia Bertoni                                            | 200 m              | 25,2       | 3.         | NQ       | NQ       | NQ    | NQ      |
| Milena Greppi                                              | 80 m przez płotki  | 12,3       | 5.         | NQ       | NQ       | NQ    | NQ      |
| Letizia Bertoni Milena Greppi Giuseppina Leone Maria Musso | sztafeta 4 × 100 m | 45,9       | 3.         | N/A      | N/A      | 45,7  | 5.      |

Konkurencje techniczne
| Zawodnik          | Konkurencja    | Kwalifikacje | Kwalifikacje | Finał | Finał   |
| Zawodnik          | Konkurencja    | Wynik        | Miejsce      | Wynik | Miejsce |
| ----------------- | -------------- | ------------ | ------------ | ----- | ------- |
| Paola Paternoster | rzut dyskiem   | 42,88        | 11.          | 42,83 | 11.     |
| Paola Paternoster | rzut oszczepem | 42,68        | 15.          | NQ    | NQ      |

### Pięciobój nowoczesny
| Zawodnik         | Konkurencja | Jazda konna | Jazda konna | Jazda konna | Szermierka | Szermierka | Szermierka | Strzelanie | Strzelanie | Strzelanie | Pływanie | Pływanie | Pływanie | Bieg przełajowy | Bieg przełajowy | Bieg przełajowy | Suma punktów | Pozycja |
| Zawodnik         | Konkurencja | Kary        | M.          | Punkty      | wygrane    | M.         | Punkty     | Wynik      | M.         | Punkty     | Czas     | M.       | Punkty   | Czas            | M.              | Punkty          | Suma punktów | Pozycja |
| ---------------- | ----------- | ----------- | ----------- | ----------- | ---------- | ---------- | ---------- | ---------- | ---------- | ---------- | -------- | -------- | -------- | --------------- | --------------- | --------------- | ------------ | ------- |
| Adriano Facchini | mężczyźni   | 80          | 17.         | 667,5       | 17         | 17.        | 667,0      | 186        | 10.        | 820        | 4:10,3   | 9.       | 950      | 15:23,8         | 8.              | 931,0           | 4035,5       | 15.     |

### Piłka wodna
- Reprezentacja Włoch

| - Enzo Cavazzoni - Cesare Rubini - Angelo Marciani - Paolo Pucci - Fritz Dennerlein |  | - Giuseppe D’Altrui - Alfonso Buonocore - Nino Antonelli - Luigi Mannelli - Maurizio D’Achille |

| Drużyna | Konkurencja      | Faza grupowa     | Faza grupowa     | Faza grupowa | Faza finałowa    | Faza finałowa    | Faza finałowa    | Faza finałowa         | Faza finałowa    | Pozycja |
| Drużyna | Konkurencja      | Przeciwnik Wynik | Przeciwnik Wynik | Pozycja      | Przeciwnik Wynik | Przeciwnik Wynik | Przeciwnik Wynik | Przeciwnik Wynik      | Przeciwnik Wynik | Pozycja |
| ------- | ---------------- | ---------------- | ---------------- | ------------ | ---------------- | ---------------- | ---------------- | --------------------- | ---------------- | ------- |
| Włochy  | turniej mężczyzn | Singapur 7:1     | Niemcy 4:2       | 1.           | Niemcy 4:2       | ZSRR 2:3         | Węgry 0:4        | Stany Zjednoczone 3:2 | Jugosławia 1:2   | 4.      |

### Pływanie
Mężczyźni
| Zawodnik                                                 | Konkurencja        | Eliminacje | Eliminacje | Półfinał | Półfinał | Finał  | Finał   |
| Zawodnik                                                 | Konkurencja        | Czas       | Miejsce    | Czas     | Miejsce  | Czas   | Miejsce |
| -------------------------------------------------------- | ------------------ | ---------- | ---------- | -------- | -------- | ------ | ------- |
| Paolo Pucci                                              | 100 m dowolnym     | 58,3       | 10.        | 58,8     | 14.      | NQ     | NQ      |
| Carlo Pedersoli                                          | 100 m dowolnym     | 58,5       | 14.        | 59,0     | 16.      | NQ     | NQ      |
| Angelo Romani                                            | 400 m dowolnym     | 4:37,6     | 8.         | N/A      | N/A      | 4:41,7 | 8.      |
| Fritz Dennerlein Paolo Galletti Guido Elmi Angelo Romani | 4 × 100 m dowolnym | 8:43,1     | 8.         | N/A      | N/A      | 8:46,2 | 7.      |

Kobiety
| Zawodniczka   | Konkurencja     | Eliminacje | Eliminacje | Półfinał | Półfinał | Finał | Finał   |
| Zawodniczka   | Konkurencja     | Czas       | Miejsce    | Czas     | Miejsce  | Czas  | Miejsce |
| ------------- | --------------- | ---------- | ---------- | -------- | -------- | ----- | ------- |
| Elena Zennaro | 200m klasycznym | 3:05,2     | 13.        | N/A      | N/A      | NQ    | NQ      |

### Podnoszenie ciężarów
| Zawodnik             | Konkurencja   | Wyciskanie | Wyciskanie | Rwanie   | Rwanie  | Podrzut  | Podrzut | Razem    | Pozycja |
| Zawodnik             | Konkurencja   | Wynik      | Pozycja    | Wynik    | Pozycja | Wynik    | Pozycja | Razem    | Pozycja |
| -------------------- | ------------- | ---------- | ---------- | -------- | ------- | -------- | ------- | -------- | ------- |
| Sebastiano Mannironi | do 60 kg      | 100 kg     | 5.         | 100 kg   | 4.      | DNF      | DNF     | DNF      | DNF     |
| Luciano De Genova    | do 67,5 kg    | 107,5 kg   | 9.         | 100 kg   | 11.     | 122,5 kg | 17.     | 330,0 kg | .16.    |
| Ermanno Pignatti     | do 75 kg      | 117,5 kg   | 6.         | 117,5 kg | 3.      | 147,5 kg | 4.      | 382,5 kg | brąz    |
| Alberto Pigaiani     | powyżej 90 kg | 150,0 kg   | 3.         | 130,0 kg | 5.      | 172,5 kg | 3.      | 452,5 kg | brąz    |

### Strzelectwo
| Zawodnik               | Konkurencja            | Kwalifikacje | Kwalifikacje | Finał | Finał   |
| Zawodnik               | Konkurencja            | Wynik        | Pozycja      | Wynik | Pozycja |
| ---------------------- | ---------------------- | ------------ | ------------ | ----- | ------- |
| Michelangelo Borriello | pistolet 25 m          | 567          | 12.          | NQ    | NQ      |
| Claudio Fiorentini     | pistolet 50 m          | 540          | 9.           | NQ    | NQ      |
| Carlo Varetto          | karabin 3 postawy 50 m | 1135         | 26.          | NQ    | NQ      |
| Galliano Rossini       | trap                   | N/A          | N/A          | 195   | złoto   |
| Alessandro Ciceri      | trap                   | N/A          | N/A          | 188   | brąz    |

### Szermierka
Mężczyźni
| Zawodnik                                                                                                | Konkurencja          | Runda 1                                                                  | Runda 1                                                                 | Runda 2                                                            | Runda 2                                         | Półfinały                                                             | Półfinały                                                       | Finał                                                                                            | Finał                                                                                   | Pozycja |
| Zawodnik                                                                                                | Konkurencja          | Przeciwnik                                                               | Wynik                                                                   | Przeciwnik                                                         | Wynik                                           | Przeciwnik                                                            | Wynik                                                           |                                                                                                  |                                                                                         | Pozycja |
| --- | -------------------- | ------------------------------------------------------------------------ | ----------------------------------------------------------------------- | ------------------------------------------------------------------ | ----------------------------------------------- | --------------------------------------------------------------------- | --------------------------------------------------------------- | ------------------------------------------------------------------------------------------------ | --------------------------------------------------------------------------------------- | ------- |
| Giancarlo Bergamini                                                                                     | floret indywidualnie | Netter McCowage Paul Delaunois Somodi Sr. Massini Krieger Paul Delaunois | P (0:5) P (0:5) P (3:5) W (5:2) W (5:4) W (5:2) w (5:0) P (4:5) W (5:4) | N/A                                                                | N/A                                             | d’Oriola Gyuricza Jay Stratmann McCowage Osipow Paul                  | P (0:5) P (2:5) W (5:3) W (5:2) W (5:4) W (5:3) W (5:3)         | d’Oriola Spallino Jay Gyuricza Netter Midler Paul Spallino                                       | W (5:3) W (5:4) P (4:5) W (5:3) P (4:5) W (5:3) W (5:3) W (5:4)                         | srebro  |
| Antonio Spallino                                                                                        | floret indywidualnie | Gyuricza Rudow Jay Goldsmith Ramos Uribe Sano                            | P (3:5) P (2:5) W (5:3) W (5:2) W (5:3) W (5:0) W (5:0)                 | N/A                                                                | N/A                                             | Netter Paul Midler Verhalle Axelrod Sichel                            | 'W (5:4) W (5:2) W (5:2) P (2:5) W (5:1) W" (5:2)               | d’Oriola Bergamini Jay Gyuricza Netter Midler Paul Bergamini                                     | P (1:5) P (4:5) W (5:4) W (5:3) W (5:1) W (5:1) W (5:2) P (4:5)                         |         |
| Edoardo Mangiarotti                                                                                     | floret indywidualnie | Sichel Osipow Axelrod Stratmann Dehez Lataste Blando Stratmann           | P (2:5) P (3:5) P (1:5) W (5:2) W (5:0) W (5:2) W (5:0) P (4:5)         | N/A                                                                | N/A                                             | NQ                                                                    | NQ                                                              | NQ                                                                                               | NQ                                                                                      | NQ      |
| Edoardo Mangiarotti Giuseppe Delfino Carlo Pavesi Franco Bertinetti Giorgio Anglesio Alberto Pellegrino | floret drużynowo     | Kolumbia · Wielka Brytania                                               | W (9:0) -                                                               | N/A                                                                | N/A                                             | Wielka Brytania · Stany Zjednoczone                                   | W (8:8) W (9:4)                                                 | Węgry · Stany Zjednoczone · Francja                                                              | W (8:8) W (9:7) W (9:7)                                                                 | złoto   |
| Edoardo Mangiarotti                                                                                     | szpada indywidualnie | N/A                                                                      | N/A                                                                     | Pew Forssell Gretsch Rerrich Hoskyns Debeur                        | W (5:3) W (5:4) P (3:5) W (5:2) W (5:4) W (5:2) | Queyroux Balthazár Delfino Delaunois Forssell Shurtz Schmit           | W (5:4) P (4:5) W (5:1) P (2:5) W (5:4) W (5:2) W (5:4)         | Pavesi Delfino Pew Balthazár Queyroux Carleson Wiik Delfino Pavesi Delfino Pavesi                | W (5:1) P (2:5) W (5:0) W (5:3) W (5:3) W (5:0) P (2:5) W (5:4) P (3:5) P (0:5)         | brąz    |
| Carlo Pavesi                                                                                            | szpada indywidualnie | N/A                                                                      | N/A                                                                     | Carleson Queyroux Balthazár Czernuszewicz Hoitsma Achten           | P (2:5) w (5:2) w (5:3) p (1:5) w (5:3) p (4:5) | Pew Carleson Wiik Mouyal Gretsch Rehbinder Sákovics Gretsch           | P (3:5) W (5:4) P (4:5) W (5:2) W (5:4) W (5:2) W (5:4) W (5:2) | Mangiarotti Delfino Pew Balthazár Queyroux Carleson Wiik Delfino Mangiarotti Delfino Mangiarotti | P (1:5) W (5:1) W (5:2) W (5:3) P (3:5) W (5:3) W (5:1) W (5:2) P (4:5) W (5:5) W (5:0) | złoto   |
| Giuseppe Delfino                                                                                        | szpada indywidualnie | N/A                                                                      | N/A                                                                     | Mouyal Delaunois Schmit Stratmann Jay Stone                        | P (2:5) W (5:2) W (5:4) W (5:3) W (5:1) W (5:4) | Queyroux Balthazár Delfino Delaunois Forssell Shurtz Schmit Delaunois | P (4:5) W (5:5) P (1:5) P (5:5) W (5:4) W (5:2) W (5:1) W (5:2) | Mangiarotti Pavesi Pew Balthazár Queyroux Carleson Wiik Pavesi Mangiarotti Pavesi Mangiarotti    | W (5:2) P (1:5) P (4:5) W (5:5) W (5:3) W (5:3) W (5:4) P (2:5) W (2:5) P (5:5) W (5:3) | srebro  |
| Edoardo Mangiarotti Giuseppe Delfino Carlo Pavesi Franco Bertinetti Giorgio Anglesio Alberto Pellegrino | szpada drużynowo     | Australia · Stany Zjednoczone · Wielka Brytania                          | W (11:5) W (8:8) –                                                      | N/A                                                                | N/A                                             | Belgia · Węgry                                                        | W (8:8) W (9:3)                                                 | Wielka Brytania · Francja · Węgry                                                                | W (10:6) W (15:1) W (9:3)                                                               | złoto   |
| Luigi Narduzzi                                                                                          | szabla indywidualnie | Goliardi Worth Ramos Sano Szoke                                          | W                                                                       | Gerevich Czeriepowskij Van Der Auwera Porebski Kuszewski Echeverri |                                                 | Kárpáti Pawłowski Lefèvre Czeriepowskij Stratmann Kwartler Darè       |                                                                 | Kárpáti Pawłowski Kuzniecow Lefèvre Gerevich Zabłocki Kovács                                     |                                                                                         |         |
| Roberto Ferrari                                                                                         | szabla indywidualnie | Porebski Kwartler McKenzie Yanguas                                       |                                                                         | Kovács Lefèvre Kwartler Rylski Goliardi Ramos                      |                                                 | Kovács Gerevich Kuzniecow Zabłocki Roulot Worth Van Der Auwera        |                                                                 | NQ                                                                                               | NQ                                                                                      | NQ      |
| Gastone Darè                                                                                            | szabla indywidualnie | Hoskyns Fadgyas Van Der Auwera Asselin del Carmen                        | W                                                                       | Pawłowski Worth Kuzniecow Cooperman Gamot Fadgyas                  |                                                 | Kárpáti Pawłowski Lefèvre Narduzzi Czeriepowskij Stratmann Kwartler   |                                                                 | NQ                                                                                               | NQ                                                                                      | NQ      |
| Roberto Ferrari Domenico Pace Mario Ravagnan Giuseppe Comini Luigi Narduzzi Gastone Darè                | szabla drużynowo     | Wielka Brytania · Polska                                                 | W (8:8) -                                                               | N/A                                                                | N/A                                             | ZSRR · Francja                                                        | P (7:9) P (6:8)                                                 | NQ                                                                                               | NQ                                                                                      | 5.      |

Kobiety
| Zawodniczka                | Konkurencja          | Runda 1                                                        | Runda 1                                                 | Półfinały                                       | Półfinały                       | Finał                                                         | Finał                                                  | Pozycja |
| Zawodniczka                | Konkurencja          | Przeciwnik                                                     | Wynik                                                   | Przeciwnik                                      | Wynik                           | Przeciwnik                                                    | Wynik                                                  | Pozycja |
| -------------------------- | -------------------- | -------------------------------------------------------------- | ------------------------------------------------------- | ----------------------------------------------- | ------------------------------- | ------------------------------------------------------------- | ------------------------------------------------------ | ------- |
| Bruna Colombetti-Peroncini | floret indywidualnie | Romary Müller-Preis Roldán Orb-Lazăr Szytikowa Veronnet Joseph | P (3:4) W (4:3) P (3:4) W (4:1) W (4:1) P (3:4) W (4:2) | Lachmann Garilhe Müller-Preis Jefimowa Mitchell | W (4:1) W (4:0) W (4:1) W (4:0) | Sheen Orb-Lazăr Garilhe Romary Delbarre Lachmann Müller-Preis | P (2:3) P (0:4) P (2:4) P (3:4) P 3:4) P (0:4) W (4:3) | 8.      |
| Velleda Cesari             | floret indywidualnie | Mitchell Jefimowa Dömölky Delbarre Glen-Haig O’Brien Delbarre  | P (2:4) P (4:0) W (4:1) W (4:1) P (3:4) W (4:2) P (2:4) | NQ                                              | NQ                              | NQ                                                            | NQ                                                     | NQ      |

### Wioślarstwo
Mężczyźni
| Zawodnik | Konkurencja | Eliminacje | Eliminacje | Repesaż | Repesaż | Półfinały | Półfinały | Finał  | Finał |    |
| Zawodnik | Konkurencja | Czas       | M.         | Czas    | M.      | Czas      | M.        | Czas   | M.    |    |
| --- | ----------- | ---------- | ---------- | ------- | ------- | --------- | --------- | ------ | ----- | -- |
| Stefano Martinoli | M1x         | 7:36,5     | 3.         | 9:11,8  | 1.      | 9:35,7    | 4.        | NQ     | NQ    | NQ |
| Alvaro Bianchi Maurizio Clerici | M2-         | 7:41,2     | 3.         | 8:07,4  | 2.      | 9:11,1    | 4.        | NQ     | NQ    |    |
| Giuseppe Moioli Attilio Cantoni Giovanni Zucchi Abbondio Marcelli                                                                                      | M4-         | 6:41,9     | 1.         | N/A     | N/A     | 8:10,2    | 2.        | 7:22,5 | 2.    |    |
| Alberto Winkler Romano Sgheiz Angelo Vanzin Franco Trincavelli Ivo Stefanoni                                                                           | M4+         | 7:00,0     | 1.         | N/A     | N/A     | 7:54,4    | 1.        | 7:19,4 | złoto |    |
| Antonio Amato Salvatore Nuvoli Cosimo Campioto Livio Tesconi Antonio Casuar Giancarlo Casalini Sergio Tagliapietra Arrigo Menicocci Vincenzo Rubolotta | M8+         | 6:09,5     | 3.         | 7:17,4  | 2.      | 7:19,8    | 4.        | NQ     | NQ    |    |

### Zapasy
| Zawodnik          | Konkurencja | Runda pierwsza   | Runda druga      | Runda trzecia    | Runda czwarta    | Runda piąta      | Runda finałowa   | Pozycja |    |
| Zawodnik          | Konkurencja | Przeciwnik Wynik | Przeciwnik Wynik | Przeciwnik Wynik | Przeciwnik Wynik | Przeciwnik Wynik | Przeciwnik Wynik | Pozycja |    |
| ----------------- | ----------- | ---------------- | ---------------- | ---------------- | ---------------- | ---------------- | ---------------- | ------- | -- |
| Ignazio Fabra     | -52 kg      | Eğribaş W        | Wilson W         | Baranya W        | Pîrvulescu W     | N/A              | Sołowjow         | srebro  |    |
| Umberto Trippa    | -62 kg      | Polyák P         | Popescu W        | Dzeneladze P     | NQ               | NQ               | NQ               | 6.      |    |
| Adelmo Bulgarelli | + 87 kg     | Kaplan P         | Zammit W         | Georgoulis W     | Antonsson W      | Parfenow P       | Dietrich P       | brąz    |    |
| Luigi Chinazzo    | -52 kg      | Akbas P          | Khojastehpour P  | NQ               | NQ               | NQ               | NQ               | NQ      | NQ |
| Garibaldo Nizzola | -67 kg      | Pandey W         | Bielle W         | Güngör W         | Habibi P         | NQ               | NQ               | 5.      |    |

### Żeglarstwo
| Zawodnik                                                               | Konkurencja | Wyścig | Wyścig | Wyścig | Wyścig | Wyścig | Wyścig | Wyścig | Punkty | Finałowa pozycja |
| Zawodnik                                                               | Konkurencja | 1      | 2      | 3      | 4      | 5      | 6      | 7      | Punkty | Finałowa pozycja |
| ---------------------------------------------------------------------- | ----------- | ------ | ------ | ------ | ------ | ------ | ------ | ------ | ------ | ---------------- |
| Adelchi Pelaschiar                                                     | Finn        | 557    | 198    | 925    | 624    | 402    | 499    | 402    | 3409   | 7.               |
| Agostino Straulino Nico Rode                                           | Star        | 703    | DSQ    | 1180   | 703    | 703    | 1180   | 1180   | 5649   | srebro           |
| Sergio Sorrentino Piero Gorgatto Annibale Pelaschiar                   | Dragon      | DSQ    | 1305   | 828    | 0      | 460    | 351    | 460    | 3404   | 6.               |
| Massimo Oberti Antonio Carattino Carlo Maria Spirito Antonio Cosentino | klasa 5,5m  | 147    | 402    | 402    | 323    | 147    | 236    | 0      | 1677   | 7.               |
| Mario Capio Emilio Massino                                             | klasa 12 m  | 613    | 613    | 613    | 738    | 738    | 613    | 516    | 3928   | 4.               |